# Halowe Mistrzostwa Europy w Lekkoatletyce 1987 – bieg na 60 m kobiet
Bieg na 60 metrów kobiet – jedna z konkurencji biegowych rozgrywanych podczas halowych lekkoatletycznych mistrzostw Europy w  hali Stade couvert régional w Liévin. Eliminacje, półfinały i bieg finałowy zostały rozegrane 22 lutego 1987. Zwyciężyła reprezentantka Holandii Nelli Fiere-Cooman, która tym samym obroniła tytuł zdobyty na poprzednich mistrzostwach.

## Rezultaty

### Eliminacje
Rozegrano 4 biegi eliminacyjne, do których przystąpiło 18 biegaczek. Awans do półfinałów dawało zajęcie jednego z pierwszych dwóch miejsc w swoim biegu (Q). Skład półfinałów uzupełniły cztery zawodniczki z najlepszym czasem wśród przegranych (q).
Opracowano na podstawie materiału źródłowego.
Bieg 1
| Miejsce | Zawodniczka    | Czas | Uwagi |
| ------- | -------------- | ---- | ----- |
| 1       | Anelija Nunewa | 7,20 | Q     |
| 2       | Joan Baptiste  | 7,37 | Q     |
| 3       | Virginia Gomes | 7,47 |       |
| 4       | Yolanda Díaz   | 7,59 |       |

Bieg 2
| Miejsce | Zawodniczka       | Czas | Uwagi |
| ------- | ----------------- | ---- | ----- |
| 1       | Marlies Göhr      | 7,17 | Q     |
| 2       | Els Vader         | 7,17 | Q     |
| 3       | Paula Dunn        | 7,32 | q     |
| 4       | Magali Martin     | 7,41 | q     |
| 5       | Ingrid Verbruggen | 7,47 |       |

Bieg 3
| Miejsce | Zawodniczka          | Czas | Uwagi |
| ------- | -------------------- | ---- | ----- |
| 1       | Nelli Fiere-Cooman   | 7,11 | Q     |
| 2       | Laurence Bily        | 7,34 | Q     |
| 3       | Martha Grossenbacher | 7,41 | q     |
| –       | Monika Hirsch        | DNF] |       |

Bieg 4
| Miejsce | Zawodniczka      | Czas | Uwagi |
| ------- | ---------------- | ---- | ----- |
| 1       | Wendy Hoyte      | 7,21 | Q     |
| 2       | Ulrike Sarvari   | 7,32 | Q     |
| 3       | Magali Séguin    | 7,44 | q     |
| 4       | Sisko Markkanen  | 7,47 |       |
| 5       | Edine van Heezik | 7,48 |       |

### Półfinały
Rozegrano 2 biegi półfinałowe, w których wystartowało 12 biegaczek. Awans do finału dawało zajęcie jednego z trzech pierwszych miejsc w swoim biegu (Q).
Opracowano na podstawie materiału źródłowego.
Bieg 1
| Miejsce | Zawodniczka        | Czas | Uwagi |
| ------- | ------------------ | ---- | ----- |
| 1       | Nelli Fiere-Cooman | 7,02 | Q     |
| 2       | Anelija Nunewa     | 7,03 | Q     |
| 3       | Wendy Hoyte        | 7,20 | Q     |
| 4       | Laurence Bily      | 7,32 |       |
| 5       | Joan Baptiste      | 7,41 |       |
| 6       | Magali Séguin      | 7,41 |       |

Bieg 2
| Miejsce | Zawodniczka          | Czas | Uwagi |
| ------- | -------------------- | ---- | ----- |
| 1       | Marlies Göhr         | 7,07 | Q     |
| 2       | Els Vader            | 7,11 | Q     |
| 3       | Paula Dunn           | 7,23 | Q     |
| 4       | Magali Martin        | 7,36 |       |
| 5       | Ulrike Sarvari       | 7,37 |       |
| 6       | Martha Grossenbacher | 7,44 |       |

### Finał
Opracowano na podstawie materiału źródłowego.
| Miejsce | Zawodniczka        | Czas |
| ------- | ------------------ | ---- |
| 1       | Nelli Fiere-Cooman | 7,01 |
| 2       | Anelija Nunewa     | 7,06 |
| 3       | Marlies Göhr       | 7,12 |
| 4       | Els Vader          | 7,19 |
| 5       | Wendy Hoyte        | 7,27 |
| 6       | Paula Dunn         | 7,28 |